# Vásárhelyi János (designer)
Vásárhelyi János (Marosvásárhely, 1945. augusztus 1. –) Ferenczy Noémi-díjas (1997) designer, bútortervező.

## Életútja
Vásárhelyi János műszaki tanulmányait 1969-ben fejezte be Brassóban. 1986 és 1989 között a Magyar Iparművészeti Főiskola növendéke volt, itt kapta diplomáját. A menedzserképzőt is elvégezte, mestere: Schnedarek János. 1969–76 között a marosvásárhelyi Simó Géza Faipari Kombinát tervezőmérnöke, 1976–79-ben az ILEFOR Faipari Művek műszaki tervező osztályának vezetője volt. 1979-ben áttelepült Magyarországra, azóta Veszprémben él és itt folytatja bútortervező tevékenységét.

## Egyéni kiállítások
- 1989 • Veszprém • Petőfi Művelődési Központ, Győr
- 1993 • Műhelysarok, Iparművészeti Múzeum, Budapest
- 1996 • Székek és egyebek, Kisgaléria, Veszprém
- 2000 • Ülőeszközeink, Pécs, Győr, Veszprém, Szeged, Debrecen

## Díjak, elismerések
- 1983, 1986, 1990: formatervezési nívódíj;
- 1992: formatervezési nívódíj „Faipari fejlesztésért”;
- 1997: formatervezési nívódíj; Ferenczy Noémi-díj;
- 1998: Budapesti Nemzetközi Vásár-nagydíj.